# La mia generazione ha perso
La mia generazione ha perso  è un album realizzato in studio da Giorgio Gaber nel 2001.

## Il disco
L'album è il primo in studio dopo 14 anni (il precedente Piccoli spostamenti del cuore risale al 1987) ed è scritto, come di consueto, in collaborazione con Sandro Luporini.
Gaber fornisce un ritratto, in dodici brani, del malcostume della società moderna, descrivendo quelli che secondo lui sono i problemi della politica e della società, ma il tema principale è quello del ricordo malinconico delle lotte ideologiche della sua generazione, sconfitte dal conformismo generale e dall'ipocrisia. Il brano più indicativo è La razza in estinzione in cui Gaber esprime tutto il disgusto per la moderna società e conclude tristemente, ma con una punta di orgoglio: "possiamo raccontarlo ai figli senza alcun rimorso, ma la mia generazione ha perso", verso che suggerisce di nuovo quelle sensazioni che il brano I reduci aveva suggerito nell'introduzione allo spettacolo Libertà obbligatoria del 1976.
L'album alterna canzoni inedite ad alcuni suoi brani che avevano conosciuto una certa notorietà durante la sua stagione del teatro-canzone: tra gli altri, Si può, che data al 1976, e Destra-Sinistra (dove nel ritornello a cantare con lui c'è la moglie Ombretta Colli), che risale al decennio precedente, rinnovano la consuetudine di modificare alcuni versi per adattarli al momento presente e rafforzare così il carattere di attualità dei temi trattati.Il monologo Qualcuno era comunista riprende una incisione dal vivo dello spettacolo, del quale faceva parte, Io come persona. L'album fu registrato a Milano presso i "Medastudios L'Isola" e preprodotto al "Jam Studio" di Genova; l'editing e la masterizzazione furono effettuati allo "Studio Nautilus" di Milano, mentre gli archi vennero incisi al "Forum Music Village" di Roma.

## Tracce
Testi e musiche di G. Gaber & A. Luporini.
1. Si può – 4:03
2. Verso il Terzo millennio – 4:50
3. Il conformista – 4:28
4. Quando sarò capace di amare – 4:27
5. La razza in estinzione – 5:56
6. Canzone dell'appartenenza – 5:37
7. Il potere dei più buoni – 4:03
8. Un uomo e una donna – 5:38
9. Destra-Sinistra – 4:45
10. Il desiderio – 3:50
11. L'obeso – 4:18
12. Qualcuno era comunista (prosa) – 8:27 – dal vivo

Durata totale: 60:22

## Formazione
- Giorgio Gaber – voce
- Claudio De Mattei – basso
- Enrico Spigno – batteria
- Gianni Martini – chitarra
- Luigi Campoccia – tastiera, pianoforte
- Pietro Cantarelli – programmazione
- Claudio Fossati – batteria, percussioni
- Riccardo Tesi – fisarmonica
- Elio Rivagli – batteria, percussioni
- Beppe Quirici – contrabbasso
- Michele Sguotti - violino, viola
- Martina Marchiori – violoncello
- Massimo Pironi – trombone
- Mirko Guerrini – sassofono tenore, sassofono soprano, tastiera, sassofono contralto, clarinetto
- Monica Berni – flauto

## Classifiche

### Classifiche settimanali
| Classifica (2001-2003) | Posizione massima |
| ---------------------- | ----------------- |
| Italia                 | 2                 |